# Joseph P. Kennedy
Joseph Patrick Kennedy (Boston, Massachusetts, 6. rujna 1888. – 18. studenog 1969.), američki poduzetnik, bankar i vladin dužnosnik, potomak obitelji irskih emigranata koji su se sredinom 19. stoljeća iselili u SAD, u vrijeme Velike gladi u Irskoj. Otac je prvog rimokatoličkog predsjednika SAD-a, Johna F. Kennedyja i starješina obitelji Kennedy u prvoj polovici 20. stoljeća.

## Život i obitelj
Rodio se u Bostonu u obitelji Mary Hickey i Patricka Josepha Kennedyja. Otac Patrick bio je dijete irskih emigranata i uspio je napredovati od običnog radnika do uspješnog poslovnog čovjeka. Mladi Joseph školovao se u katoličkim školama u Bostonu, gdje je pohađao i koledž, nakon čega je studirao na harvardskom sveučilištu. Godine 1914. oženio se kćerkom bostonskog gradonačelnika, Rose Fitzgerald s kojom je imao devetero djece:
- Joseph P. Kennedy, jr. (1915. – 1944.)
- John Fitzgerald (1917. – 1963.)
- Rosemary (1918. – 2005.)
- Kathleen (1920. – 1948.)
- Eunice (1921. – 2009.)
- Patricia (1924. – 2006.)
- Robert (1925. – 1968.)
- Jean Ann (r.1928. – 2020.)
- Edward Moore (1932. – 2009.)

## Vanjske poveznice
- The Patriarch, A Joseph P. Kennedy Biography na portalu New York Timesa (pristupljeno 22.11.2013.) (engl.)
- Joseph P. Kennedy - JFK Family (engl.)